# Honoré Sauvan
 (décembre 2020).
Honoré Sauvan, né le 7 novembre 1860 à Nice et mort le 12 janvier 1922 à Nice, est un homme politique français, sénateur des Alpes-Maritimes et maire de Nice sous la Troisième République.

## Biographie
Honoré Sauvan est né à Nice, paroisse Saint-Jean-Baptiste, le 7 novembre 1860. Fils de Maxime Sauvan, conseiller municipal de Nice et conseiller général, il fait ses études au Lycée Masséna de Nice, puis devient directeur de la Caisse d'épargne de Nice.
Élu conseiller municipal de Nice en mai 1886, il devient ensuite maire de la ville en octobre 1896, après une importante crise municipale, où d'août à octobre la ville est gérée par une délégation spéciale. Également conseiller général de Nice-Est, il devient ensuite sénateur du département et conseiller général de Levens. Il est battu aux élections municipales de 1912 par François Goiran, mais conserve ses autres mandats. Au Sénat, il siège au sein de l'Union républicaine.
Il est enterré au cimetière du Château, à Nice.

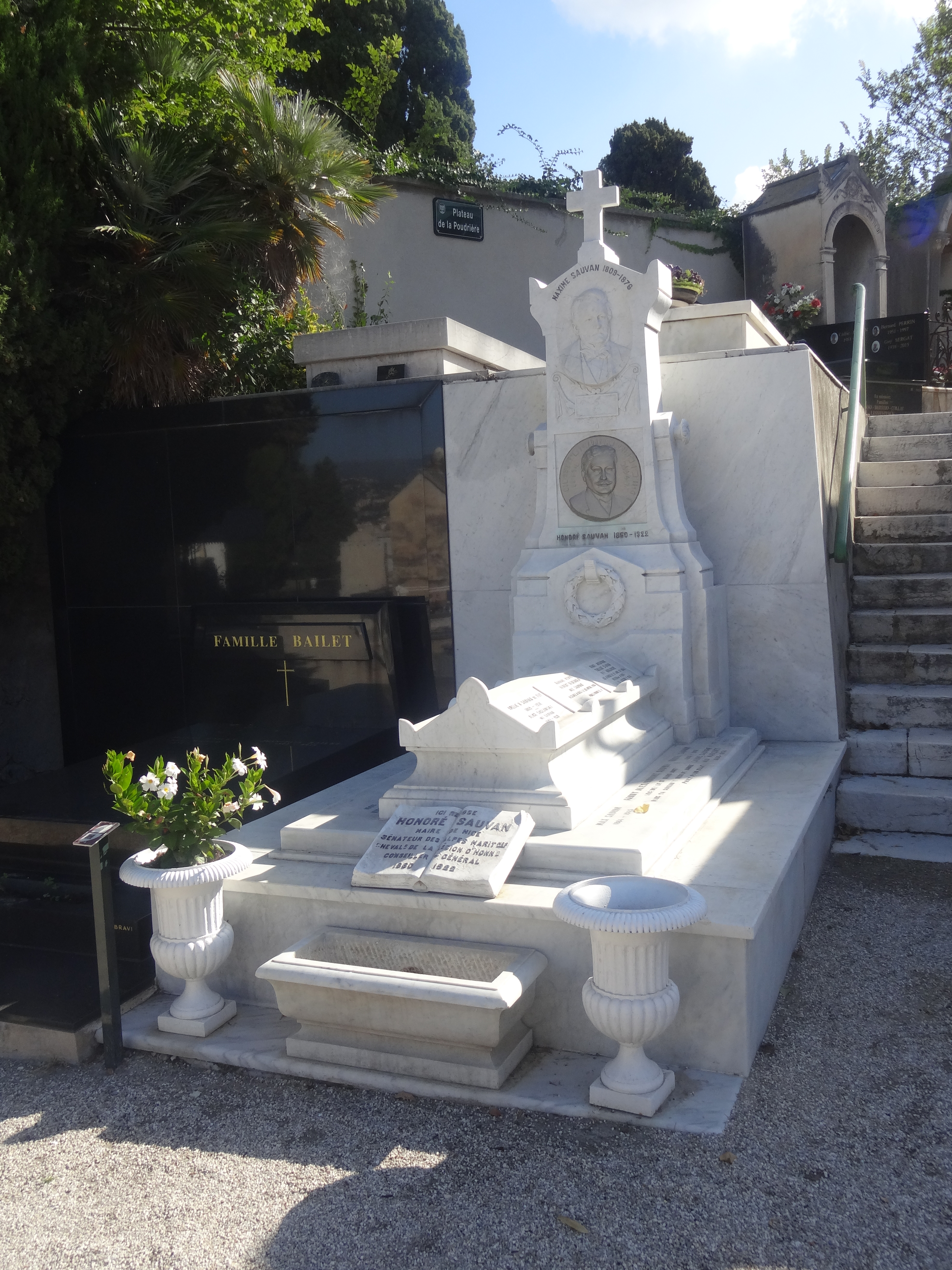
Sépulture d'Honoré Sauvan, Cimetière du Château, Nice

## Mandats
- Conseiller municipal de Nice (1886-1896).
- Maire de Nice (mai-août 1896, octobre 1896-1912).
- Conseiller général de Nice-Est (1897-1898) et de Levens (1903-1921).
- Sénateur des Alpes-Maritimes (1903-1922).